# Phil Hellmuth Jr
Phil Hellmuth Jr, född 16 juli 1964 i Madison, Wisconsin, USA, är en amerikansk pokerspelare bosatt i Palo Alto, Kalifornien. Phil Hellmuth är specialiserad på turneringsspel och är en av få spelare som har vunnit över fjorton miljoner dollar i World Series of Poker, WSOP. Han har sedan 2021 rekordet i antal segrar (bracelets/armband) i WSOP nämligen 16 stycken. Tidigare delade han förstaplatsen med Doyle Brunson och Johnny Chan med tio segrar. Han vann sitt 12e armband under WSOP 2012 och sitt 13e armband under "WSOP Europe" i september 2012. Genom den vinsten är han den ende som vunnit "Main Event" både i WSOP och WSOP Europe. Den senaste segern kom under WSOP 2021, då han vann "No-Limit 2-7 Lowball Draw" (event 31) och inkasserade $ 84 951.
Han har vunnit prispengar i WSOP, 188 gånger.. Hans sammanlagda turneringsvinster uppgår till drygt $28,4 miljoner. På listan över mest inspelade pengar ligger han (i januari 2023) på nittonde plats. Bland annat Justin Bonomo, Bryn Kenney och Daniel Negreanu har vunnit mer. Hellmuth har vunnit sina WSOP-titlar i No Limit Hold'em, Limit Hold'em, Pot Limit Hold'em, Seven Card Razz och No-Limit 2-7 Lowball Draw. Under WSOP 2022 var Hellmuth ytterst nära att vinna ytterligare ett guldarmband. I "$3,000 Freezeout No-Limit Hold'em" (Event 65) slutade han tvåa. Endast slagen av David Jacksson. Hellmuth har kommit tvåa i WSOP vid sammanlagt 14 gånger.  
Phil Hellmuths enskilt största bedrift var när han 1989, slog Johnny Chan heads-up för att vinna det tjugonde WSOP main event. Han blev därmed den yngsta spelaren genom tiderna att vinna WSOP:s main event vid 24 års ålder. För segern fick han $755.000 vilket fram till 2011 är den högsta prissumman han vunnit på en turnering. I juli 2011 (under WSOP) kom han tvåa i tre olika turneringar. I en av dem vann han mer än $1.063.000. 2008 slog danske Peter Eastgate (22 år) Hellmuth's rekord som den yngste att vinna main event. Detta rekord slogs i sin tur 2009 av amerikanen Joe Cada (21 år).
2007 valdes Hellmuth in i WSOP Poker Hall of Fame.
Hellmuth må vara en bra turneringsspelare, men han är illa omtyckt av många spelare då han ofta läxar upp motståndare och får utbrott på "sämre" spelare efter att han förlorat. Han är mer känd för sin stora mun, skrytsamma attityd, och stora ego än vad han är för sina prestationer senaste åren. Han kallas därför allmänt för "The Poker Brat".
Hellmuth har även ägnat sig åt investeringar och affärsverksamhet samt skrivit böcker och gjort instruktionsvideor om poker.
Phil Hellmuth vann sin första WSOP-titel med pocket 9:or. "The Poker Brat" har på senare tid kommit att bli ett varumärke för Helmuth. Allt som oftast kan man se honom med en ishockeytröja med nummer 99 och "Poker Brat" på ryggen.
Phil Hellmuth's armband:
| År   | Event | Inköp    | Speltyp                    | Pris        |
| ---- | ----- | -------- | -------------------------- | ----------- |
| 1989 | # 14  | $ 10,000 | No Limit Hold'em           | $ 755,000   |
| 1992 | # 08  | $ 5,000  | Limit Hold'em              | $ 188,000   |
| 1993 | # 07  | $ 2,500  | No Limit Hold'em           | $ 173,000   |
| 1993 | # 08  | $ 1,500  | No Limit Hold'em           | $ 161,400   |
| 1993 | # 09  | $ 5,000  | Limit Hold'em              | $ 138,000   |
| 1997 | # 15  | $ 3,000  | Pot Limit Hold'em          | $ 204,000   |
| 2001 | # 05  | $ 2,000  | No Limit Hold'em           | $ 316,550   |
| 2003 | # 12  | $ 2,500  | Limit Hold'em              | $ 171,400   |
| 2003 | # 32  | $ 3,000  | No Limit Hold'em           | $ 410,860   |
| 2006 | # 34  | $ 1,000  | No Limit Hold'em w/re-buys | $ 631,863   |
| 2007 | # 15  | $ 1,500  | No Limit Hold'em           | $ 637,254   |
| 2012 | # 18  | $ 2,500  | Seven Card Razz            | $ 182,793   |
| 2012 | # 7   | $ 10,000 | No Limit Hold'em           | $ 1,022,376 |
| 2015 | # 17  | $ 10,000 | Seven-Card Razz            | $ 271,105   |
| 2018 | # 71  | $ 5,000  | No Limit Hold'em           | $ 485.082   |
| 2021 | #31   | $ 1,500  | No-Limit 2-7 Lowball Draw  | $ 84 951.   |
|      |       |          |                            |             |